# Villa El Djézaïr
La Villa El Djézaïr est une villa de style néo-mauresque bâtie sur la plage de Juan-les-Pins. La villa se trouve au 1, boulevard Charles-Guillaumont, à Antibes sur la Côte d'Azur.

## Historique
Villa construite en 1921-1922 à la demande de monsieur Camille Chrétien par l'architecte cannois Ernest Truch. La villa surprend par son architecture néo-mauresque qui n'est plus à la mode au moment où elle est construite. Son propriétaire l'a nommée El Djézaïr (nom arabe de l'Algérie) en souvenir de ses séjours en Algérie.
Le docteur Héry, Suisse de Zurich, achète la villa en 1936. Il fait ajouter une aile, côté est. Aujourd'hui, la villa est coincée entre la voie ferrée et la route de bord de mer ouverte après 1945.
La villa a été inscrite au titre des monuments historiques le 1er septembre 1999. De ce fait, elle a également reçu le label « Patrimoine du XXe siècle ».

## Présentation
La villa possède plusieurs références orientalistes : tour-minaret, loggia avec ouvertures outrepassées, moucharabieh. Une coupole sur pendentifs à décor arabisant a été réalisée dans la salle à manger. 
Le jardin est planté d'essences exotiques.